# Diteuto
Diteuto (em latim: Dyteutus; morreu em 34) era o filho mais velho de Adiatórix, o governador da Galácia. 
Quando Diteuto e o seu pai foram condenados à morte por Octaviano por serem partidários de Marco António, o irmão mais novo de Diteuto ofereceu-se para ser executado no lugar do seu irmão mais velho, afirmando que, na verdade, era ele o irmão mais velho. Inicialmente, Diteuto recusou mas depois acedeu, persuadido pelo seu pai que a sua maior maturidade seria mais adequada à proteção e segurança da mãe e restante família após a execução, e o seu irmão foi executado.